# Румба (деревня)
Ру́мба (эст. Rumba) — деревня в волости Ляэнеранна уезда Пярнумаа, Эстония.
До административной реформы местных самоуправлений Эстонии 2017 года входила в состав волости Лихула уезда Ляэнемаа.
10 января 2014 года от деревни Румба отделили деревню Йыэяэре.

## География и описание
Расположена на расстоянии 41 километра к северу от уездного центра — города Пярну. Через деревню проходит местное шоссе Кирбла—Вана-Вигала. На территории деревни река Велизе впадает в реку Вигала, которую иногда называют Румба.
Высота деревни над уровнем моря относительная мала – 16 метров. Во время половодий здесь происходят наводнения, которые отрезают деревню от прочего мира. До того, как в 1930-х годах углубили реки Казари и Велизе, наводнения были особенно масштабными.
Река Велизе в районе деревни Румба является популярным местом для рыбалки.
Климат умеренный. Официальный язык — эстонский. Почтовый индекс — 90213.

## Население
По данным переписи населения 2021 года, в Румба насчитывалось 5 жителей, все — эстонцы.
По состоянию на 1 января 2018 года в деревне было зарегистрировано 3 жителя, в 2019 году жителей в деревне не было.
По данным переписи населения 2011 года, в деревне проживали 4 человека (национальность неизвестна).

## История
В 1587 году в письменных источниках была упомянута мельница Румба, в 1686 году — деревня Румм (Rumm), в 1798 году — скотоводческая мыза Румба (разрушена), деревня Румба и водяная мельница Румба (разрушена).
В средние века в населении деревни преобладали прибрежные шведы, к концу 17-го столетия она стала эстонской деревней. В 1920-х годах здесь возникло поселение, в 1977 году — деревня.
В 1931–1968 годах через деревню проходила железная дорога Рапла—Виртсу, у которой была железнодорожная станция Румба. Здание станции сохранилось, но в плохом состоянии. После ликвидации железной дороги деревня пришла в упадок. В деревне много заброшенных хуторов, и численность её жителей постоянно снижается.
Железнодорожный мост в Румбе в настоящее время используется в качестве шоссейного моста.

## Происхождение топонима
Название может происходить от слова «румп»—-«румба» (rump—rumba) — «лодка», «плоскодонка». Можно также предполагать, что ранее название было длиннее, например Румбаоя (Rumbaoja) или Румбайыэ (Rumbajõe).

## Галерея
- Мост в деревне Румба
- Здание железнодорожной станции Румба

## Комментарии
1. ↑  Эстонские топонимы, оканчивающиеся на -а, не склоняются и не имеют женского рода (исключение — Нарва)[7].